# Bechtery
Bechtery (ukrainisch Бехтери; russisch Бехтери Bechteri) ist ein Dorf im Süden der ukrainischen Oblast Cherson mit etwa 3000 Einwohnern.

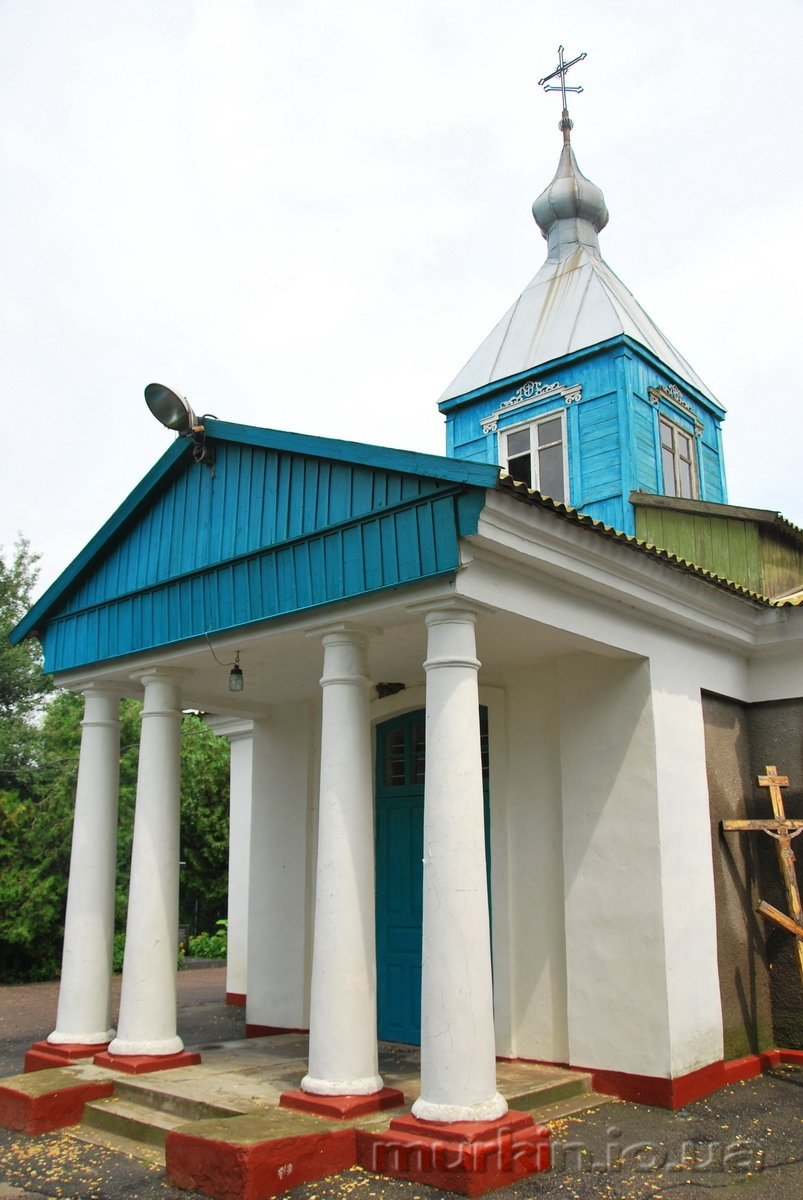
Kirche im Ort

Das Dorf wurde 1799 erstmals erwähnt und liegt im Rajon Skadowsk an der Territorialstraße T–22–16 10 km nördlich dem Ufer der Tendriwskabucht. Es ist das Zentrum der gleichnamigen Landratsgemeinde und befindet sich 78 km südwestlich der Oblasthauptstadt Cherson und 37 km südwestlich vom ehemaligen Rajonzentrum Hola Prystan.

## Verwaltungsgliederung
Am 10. Februar 2017 wurde das Dorf zum Zentrum der neugegründeten Landgemeinde Bechtery (ukrainisch Бехтерська сільська громада/Bechterska silska hromada), zu dieser zählten auch noch die 2 Dörfer Oleksijiwka und Nowotschornomorja, bis dahin bildete es zusammen mit dem Dorf Nowotschornomorja die gleichnamige Landratsgemeinde Bechtery (Бехтерська сільська рада/Bechterska silska rada) im Südwesten des Rajons Hola Prystan.
Am 12. Juni 2020 kamen noch 11 weitere in der untenstehenden Tabelle aufgelistete Dörfer sowie die Ansiedlung Tschornomorske zum Gemeindegebiet.
Seit dem 17. Juli 2020 ist sie ein Teil des Rajons Skadowsk.
Folgende Orte sind neben dem Hauptort Bechtery Teil der Gemeinde:
| Name                     | Name                 | Name                                            |
| ukrainisch transkribiert | ukrainisch           | russisch                                        |
| ------------------------ | -------------------- | ----------------------------------------------- |
| Berehowe                 | Берегове             | Береговое (Beregowoje)                          |
| Kruhlooserka             | Круглоозерка         | Круглоозёрка (Krugloosjorka)                    |
| Lymaniwka                | Лиманівка            | Лимановка (Limanowka)                           |
| Nowofedoriwka            | Новофедорівка        | Новофёдоровка (Nowofjodorowka)                  |
| Nowotschornomorja        | Новочорномор'я       | Новочерноморье (Nowotschernomorje)              |
| Obloji                   | Облої                | Облои (Obloi)                                   |
| Oleksijiwka              | Олексіївка           | Алексеевка (Alexejewka)                         |
| Prymorske                | Приморське           | Приморское (Primorskoje)                        |
| Salisnyj Port            | Залізний Порт        | Зализный Порт (Salisny Port)                    |
| Sburjiwka                | Збур'ївка            | Збурьевка (Sburjewka)                           |
| Suworowka                | Суворовка            | Суворовка                                       |
| Tendriwske               | Тендрівське          | Тендровское (Tendrowskoje)                      |
| Tschornomorske           | Чорноморське         | Черноморское (Tschernomorskoje)                 |
| Tschornomorski Krynyzi   | Чорноморські Криниці | Черноморские Криницы (Tschernomorskoje Krinizy) |